# 野海正俊
野海 正俊（のうみ まさとし、1955年〈昭和30年〉3月11日 - 2024年〈令和6年〉11月20日）は、日本の数学者。神戸大学名誉教授、立教大学大学院理学研究科数学専攻特任教授。専門は代数解析学、特に可積分系や表現論を背景とする様々な特殊函数の代数解析的研究。学位は理学博士（上智大学・1983年）。位階勲等は正四位瑞宝中綬章。

## 略歴・人物
1955年（昭和30年）宮崎県都城市生まれ。1973年（昭和48年）ラ・サール高等学校卒業、1978年（昭和53年）東京大学理学部数学科卒業。1983年（昭和58年）3月、上智大学大学院理工学研究科数学専攻後期課程修了。理学博士。1983年（昭和58年）4月、上智大学理工学部助手。1990年（平成2年）東京大学教養学部助教授。1992年（平成4年）東京大学大学院数理科学研究科助教授を経て、1995年（平成7年）神戸大学教授。2019年、同名誉教授。2022年（令和4年）立教大学大学院理学研究科特任教授。
2024年（令和6年）11月20日、死去した。69歳没。死没日付で、正四位に叙され、瑞宝中綬章を受章した。
代数解析学が専門で、可積分系・表現論・特殊函数の3分野の交差する領域で研究。特に、特殊函数に関わる微分方程式や差分方程式の表現論的研究は高く評価された。2013年（平成25年）1月、アメリカ数学会初代フェローの１人に選出されている。

## 職歴
- 1983年 上智大学理工学部 助手
- 1990年 東京大学教養学部 助教授
- 1992年 東京大学大学院数理科学研究科 助教授
- 1995年 神戸大学理学部 教授
- 1998年 神戸大学大学院自然科学研究科 教授
- 2007年 神戸大学大学院理学研究科 教授
- 2008年 神戸大学自然科学系先端融合研究環 教授
- 2015年 神戸大学大学院理学研究科 教授
- 2019年 同 名誉教授
- 2022年 立教大学大学院理学研究科 特任教授

## 受賞および講演歴
- 1986年 井上研究奨励賞
- 1999年 第17回大阪科学賞[7]
- 2002年 ICM 2002 北京 招待講演[8]